# Maddie Bowman
Maddie Bowman (ur. 10 stycznia 1994 w South Lake Tahoe) – amerykańska narciarka dowolna specjalizująca się w konkurencji halfpipe. W 2014 roku wystąpiła na igrzyskach olimpijskich w Soczi, gdzie w debiutującym w programie olimpijskim halfpipe'ie wywalczyła złoty medal. Była też między innymi piąta na mistrzostwach świata w Sierra Nevada w 2017 roku. Najlepsze wyniki w Pucharze Świata osiągnęła w sezonie 2012/2013, kiedy to w klasyfikacji generalnej zajęła jedenaste miejsce. Ponadto w sezonie 2013/2014 była druga w klasyfikacji halfpipe'a, a w sezonach 2011/2012 i 2015/2016 zajmowała w niej trzecie miejsce. Jest wielokrotną medalistką Winter X Games w superpipe'ie.

## Osiągnięcia

### Igrzyska olimpijskie
| Miejsce | Dzień     | Rok  | Miejscowość | Konkurencja | Zwyciężczyni  |
| ------- | --------- | ---- | ----------- | ----------- | ------------- |
| 1.      | 20 lutego | 2014 | Soczi       | Halfpipe    | -             |
| 11.     | 20 lutego | 2018 | Pjongczang  | Halfpipe    | Cassie Sharpe |

### Mistrzostwa świata
| Miejsce | Dzień    | Rok  | Miejscowość   | Konkurencja | Zwyciężczyni    |
| ------- | -------- | ---- | ------------- | ----------- | --------------- |
| DNS     | 5 marca  | 2013 | Voss          | Halfpipe    | Virginie Faivre |
| 5.      | 18 marca | 2017 | Sierra Nevada | Halfpipe    | Ayana Onozuka   |
| 6.      | 9 lutego | 2019 | Park City     | Halfpipe    | Kelly Sildaru   |

### Puchar Świata

#### Miejsca w klasyfikacji generalnej
- sezon 2011/2012: 40.
- sezon 2012/2013: 11.
- sezon 2013/2014: 19.
- sezon 2014/2015: 97.
- sezon 2015/2016: 13.
- sezon 2016/2017: 34.
- sezon 2017/2018: 16.

#### Zwycięstwa w zawodach
1. Copper Mountain – 11 stycznia 2013 (halfpipe)
2. Park City – 2 lutego 2013 (halfpipe)
3. Breckenridge – 12 stycznia 2014 (halfpipe)
4. Park City – 5 lutego 2016 (halfpipe)
5. Tignes – 10 marca 2016 (halfpipe)

#### Pozostałe miejsca na podium w zawodach
1. Mammoth Mountain – 4 marca 2012 (halfpipe) – 3. miejsce
2. Copper Mountain – 20 grudnia 2013 (halfpipe) – 2. miejsce
3. Mammoth Mountain – 3 lutego 2017 (halfpipe) – 2. miejsce
4. Mammoth Mountain – 19 stycznia 2018 (halfpipe) – 2. miejsce